# Kamień (powiat złotowski)
Kamień – wieś krajeńska w Polsce położona w województwie wielkopolskim, w powiecie złotowskim, w gminie Złotów.
W latach 1975–1998 miejscowość należała administracyjnie do województwa pilskiego.